# Germaine Henri-Martin
Pour les articles homonymes, voir Henri Martin.
Germaine Henri-Martin est une archéologue et préhistorienne française, née le 8 juillet 1902 à Paris et morte le 5 novembre 1975 à La Celle-Saint-Cloud (Yvelines). Elle est la fille de Léon Henri-Martin, médecin, archéologue et préhistorien, et l'arrière-petite fille d'Henri Martin, pionnier des études celtiques.

## Carrière
Germaine Henri-Martin fut nommée en 1963 maître de recherche au CNRS. Jusqu'en 1975, elle s'occupa également du Laboratoire du Peyrat, un laboratoire de préhistoire et d'anatomie comparée lié à l'École pratique des hautes études, fondé par son père et localisé dans le hameau du Peyrat, à Blanzaguet-Saint-Cybard (Charente).

## Travaux
Germaine Henri-Martin dirigea les fouilles de la grotte de Fontéchevade de 1937 à 1953, ainsi que celles du site de la Quina, de 1953 à 1965. Elle contribua aussi aux fouilles de la grotte de Rissovacha, en Yougoslavie.

## Organismes et associations
Membre du conseil de la Société préhistorique française, elle fut également membre de la Société d'anthropologie de Paris et de l'Association pour l'avancement des sciences et des techniques de la documentation.

## Honneurs
Germaine Henri-Martin a reçu plusieurs prix et reconnaissances dont, en 1949, le Prix Bonnet de l'Académie des sciences, et la médaille de bronze du CNRS en 1958. Elle a été faite chevalier de l'Ordre des Arts et des Lettres.

## Publications
Voir sa bibliographie sur persee.fr.
- Henri-Martin, G. 1947. « L’Homme fossile Tayacien de la grotte de Fontéchevade », Compte-Rendu des séances de l’Académie des Sciences, 225, p.766-767
- Henri-Martin, G. 1947. « Mise au jour d’une calotte crânienne humaine fossile dans un niveau du Paléolithique ancien de la Grotte de Fontéchevade (Charente) », Gallia, 5, p.175-179
- Henri-Martin, G. 1949. « L’industrie tayacienne de Fontéchevade », Bulletin de la Société Préhistorique Française, 46, p.353-363
- Henri-Martin, G. 1949. « L’industrie tayacienne de Fontéchevade », Comptes rendus des séances de l’Académie des Inscriptions et Belles-Lettres, 93, p.112-114
- Henri-Martin, G. 1950. « Nouvelles constatations sur le Paléolithique inférieur de la Grotte de Fontéchevade (Charente) », Comptes rendus de l’Académie des Sciences, 230, p.2234-2236
- Henri-Martin G., H. Vallois, H. Alimen, C. Arambourg, A. Schreuder. 1957-1958. La Grotte de Fontéchevade, Archives de l’Institut de Paléontologie Humaine, 2 vol., Paris, éd. Masson
- Henri-Martin, G. 1965. « La grotte de Fontéchevade », Quaternaire, 2, p.211-216